# Eva Wigforss
Eva Wigforss, född Jönsson 1 februari 1888 i Munka-Ljungby församling, död 16 juni 1981 i Förslövs församling, var en svensk lärare, socialdemokrat och samhällsdebattör.
Eva Wigforss var det femte av tretton barn till handlanden Sven Jönsson och Anna Christine Klinker. Efter genomgången flickskola arbetade hon ett par år som lärare i privatfamilj. Hon utexaminerades från Privata högre lärarinneseminariet i Lund 1913, gifte sig samma år med Ernst Wigforss och anställdes därefter vid Tekla Åbergs skola i Malmö. År 1922 fick hon sitt enda barn, Georg "Göran" Alexander, och följande år kunde hon avlägga examen vid Socialpolitiska institutet i Stockholm.
Under 1920-talet var Eva Wigforss medlem av Fredrika Bremerförbundets stockholmsstyrelse och senare tillhörde hon ledningen för Morgonbris. Hon var under många år starkt engagerad i kvinnors arbete och likalönsfrågan, 1929 publicerade hon Arbetsinkomst och familjeförsörjning och hon blev ofta anlitad av Arbetarnas bildningsförbund för att hålla föredrag inom detta område. Eva Wigforss var aktiv i socialdemokraterna och var åren 1936–1944 styrelseledamot i det Socialdemokratiska kvinnoförbundet och 1948–1952 ordförande i kvinnoorganisationernas barnfilmskommitté. 